# Lídia Jorge
Lídia Jorge (Boliqueime, 18 giugno 1946) è una scrittrice portoghese.
La sua opera rappresenta uno stile recente nella prosa portoghese, appartenente alla cosiddetta Generazione Post-Rivoluzionaria. I suoi libri si sono guadagnati un crescente riconoscimento internazionale e sono pubblicati in vari paesi.

## Biografia
Nata nel villaggio di Boliqueime, in Algarve, la più meridionale delle regioni portoghesi, dopo la scuola si è trasferita a Lisbona per iscriversi all'Università (Universidade de Lisboa) dove ha ottenuto la laurea in Filologia Romanza. Dopo gli studi ha iniziato a lavorare come insegnante scolastica. Sposatasi con un militare di stanza nelle colonie portoghesi d'Africa, Lídia Jorge ha passato sei anni molto intensi nell'Africa che allora era portoghese, due in Angola (1968-1970) e quattro in Mozambico (1970-1974), un periodo che è coinciso con l'ultima parte della guerra coloniale portoghese in Africa. Nel 1977 ha divorziato. Successivamente si è legata al giornalista Carlos Albino. Lídia Jorge vive tra Lisbona e l'Algarve.

## Attività letteraria e premi
Il primo romanzo di Lídia Jorge, O Dia dos Prodígios (Il giorno dei prodigi) del 1980 è considerato uno dei più importanti contributi alla nuova onda di letteratura portoghese contemporanea che seguì la fine del regime dell'Estado Novo nel 1974. I due romanzi seguenti, O Cais das Merendas (1982) e Notícia da Cidade Silvestre (1984) vinsero il premio letterario della Città di Lisbona.
Tuttavia, fu con A Costa dos Murmúrios (La costa dei sussurri), nel 1988, un libro che prende spunto dalle sue esperienze in Africa, che la Jorge confermò il suo status come una delle più carismatiche figure della letteratura portoghese contemporanea.
Nel 1998, O Vale da Paixão vinse vari premi, tra cui il Prémio Dom Dinis della Fundação Casa Mateus, il PEN Club e nel 2000 il Premio Jean Monnet per la letteratura Europea e il titolo di Scrittore europeo dell'anno. Quattro anni dopo il romanzo O Vento Assobiando nas Gruas ha vinto il Grande Prémio da Associação Portuguesa de Escritores e il Prémio Correntes d'Escritas.
Nel 2007 Lídia Jorge ha pubblicato il romanzo Combateremos a Sombra (Combatteremo l'ombra), che le è valso il Premio Michel Brisset nel 2008, concesso dall'Associazione Francese degli Psichiatri.
Nel 2009 ha pubblicato il saggio Contrato Sentimental, una riflessione critica sul futuro del Portogallo; nel 2011 ha pubblicato il romanzo A Noite das Mulheres Cantoras (La notte delle donne cantanti).
Lídia Jorge ha visto pubblicate anche due antologie di racconti: Marido e Outros Contos (1997) e O Belo Adormecido (2003), oltre che i due racconti separati A Instrumentalina (1992, traduzione italiana La Strumentalina, 2010) e O Conto do Nadador (1992, edizione italiana in corso).
Ha anche scritto libri per ragazzi: O Grande Voo do pardal (2007), illustrato da Inês de Oliveira e Romance do Grande Gatão (2010), illustrato da Danuta Wojciechowska.
La pièce teatrale A Maçon è stata messa in scena al Teatro Nacional Dona Maria II nel 1997. Il romanzo La costa dei sussurri è stata recentemente adattata per il cinema da Margarida Cardoso. O Dia dos Prodígios è stato adattato per il teatro e diretto da Cucha Carvalhelho, e messo in scena al Teatro Trindade di Lisbona e al Cineteatro Louletano nel 2011.
Nel trentesimo anniversario della pubblicazione del suo primo romanzo il Comune di Loulé ha organizzato una mostra commemorativa della sua opera intitolata 30 Anos de Escrita Publicada (30 anni di scrittura pubblicata) La mostra è rimasta aperta al pubblico tra il novembre 2010 e il marzo 2011.
Nel 2005 Lídia Jorge è stata insignita del titolo di Dama dell'Ordre des Arts et des Lettres in Francia, successivamente trasformato in quello di Ufficiale dello stesso ordine. Nel 2006 ha ricevuto in Germania il primo Premio Internazionale Albatros di Letteratura della Fondazione Günter Grass per la sua opera letteraria. Ha vinto il Premio Letterario Internazionale dell'Unione Latina nel 2011. Ha ricevuto il dottorato honoris causa presso l'Università dell'Algarve nel 2010. Nel 2008 ha preso parte al primo Festival Internazionale degli Scrittori di Gerusalemme.
Le opere di Lídia Jorge sono pubblicate in Portogallo dalla casa editrice Dom Quixote. Alcune traduzioni sono state pubblicate in spagnolo, francese, inglese, tedesco, italiano, greco, ebraico e svedese.
Attualmente Lídia Jorge scrive una colonna due volte a settimana per il giornale quotidiano portoghese Público.

## Opere
Teatro
- A Maçon (1997)

Libri per l'infanzia
- O Grande Voo do Pardal (2007)

Racconti e raccolte di racconti
- O Conto do Nadador (1992)
- A Instrumentalina (1992)
- Marido e Outros Contos (1997)
- A Instrumentalina e Outros Contos (2002)
- O Belo Adormecido (2003)
- Praça de Londres (2008)

Romanzi
- O Dia dos Prodígios (1980)
- O Cais das Merendas (1982)
- Notícia da Cidade Silvestre (1984)
- A Costa dos Murmúrios (1988)
- A Última Dona (1992)
- O Jardim sem Limites (1995)
- O Vale da Paixão (1998)
- O Vento Assobiando nas Gruas (2002)
- Combateremos a Sombra (2007)
- Contrato Sentimental (2009)
- A Noite das Mulheres Cantoras (2011)
- Os Memoráveis (2014)
- Estuário (2018)

## Premi
- Premio Máxima de Literatura, 1999
- Grande Prémio SPA Millennium BCP, 2007
- Premio Ricardo Malheiros dell'Accademia delle Scienze di Lisbona, 1980 (O Dia dos Prodígios)
- Premio Letterario Cidade de Lisboa (Narrativa ex aequo), 1982 (O Cais das Merendas)
- Premio Letterario Cidade de Lisboa (Narrativa), 1984 (Notícia da Cidade Silvestre)
- Premio Letterario Bordallo della Casa da Imprensa, 1995 (O Jardim sem Limites)
- Premio Letterario Bordallo della Casa da Imprensa, 1998 (O Vale da Paixão)
- Premio Dom Dinis della Fondazione Casa de Mateus, 1998 (O Vale da Paixão)
- Premio P.E.N. Clube Português de Ficção, 1998 (O Vale da Paixão)
- Prix Jean Monnet de Littérature Européenne (Premio per la Letteratura Europea Jean Monnet), 2000 (O Vale da Paixão)
- Grande Prémio de Romance e Novela (Grande Premio del Romanzo e del Racconto) dell'Associazione Portoghese degli Scrittori, 2002 (O Vento Assobiando nas Gruas)
- Premio Correntes d'Escritas, Póvoa de Varzim (Portogallo), 2004 (O Vento Assobiando nas Gruas)
- Premio Letterario Prix du Salon Polar & Co, Cognac (Francia), 2005 (O Vento Assobiando nas Gruas)
- Premio Letterario Albatros della Fondazione Günter Grass, Brema(Germania), 2006 (O Vento Assobiando nas Gruas)
- Premio Charles Brisset dell'Association française de Psychiatrie (Associazione Francese di Psichiatria), 2008 (Combateremos a Sombra)

## Traduzioni italiane
- La costa dei sussurri, Bompiani, Milano 1997.
- L'eredità dell'assente, Bompiani, Milano 2003.
- La strumentalina, Edizioni dell'Urogallo, Perugia 2010.
- Piazza Londra, L'Arcolaio, Forlì 2016[1].
- I Memorabili, Edizioni dell'Urogallo, Perugia 2018.